# 肺静脉

Pulmonary vein为肺静脉

肺静脉（英語：pulmonary vein），是把血从肺部输送回心脏的静脉，是唯一流有含氧血的静脉。心脏左右各一对，共四条，两条连接左肺，另两条连接右肺。

## 作用
将在肺中充分进行氧气和二氧化碳交换后充满氧气的血液送回心脏的左心房，再进入左心室，继续参与体循环。